# Việt Nam tại Thế vận hội Mùa hè 1996
Tại Thế vận hội Mùa hè 1996 diễn ra ở Atlanta, Hoa Kỳ đoàn Việt Nam tham dự với 12 thành viên (6 vận động viên, 4 huấn luyện viên và 2 quan chức) tranh tài ở 6 nội dung thuộc 4 môn thi đấu: điền kinh, bơi, bắn súng và judo.

## Điền kinh
Nội dung 100m vượt rào nữ:
- Vũ Bích Hường, thành tích: 13 giây 85, xếp thứ 39/44 vđv

Nội dung 100m nam:
- Lâm Hải Vân, thành tích: 11 giây 14, vòng 1

## Bơi
Nội dung 50m tự do nữ:
- Võ Trần Trường An, thành tích: 29 giây 02, vòng 1[1]

Nội dung 200m ngửa nam:
- Trương Ngọc Tuấn, thành tích: 2 phút 12 giây 05, xếp thứ 38/39 vđv

## Bắn súng
Nội dung súng ngắn 50m nam:
- Trịnh Quốc Việt, thành tích: 535 điểm, xếp thứ 44/45 vđv

## Judo
Nội dung dưới 48kg nữ:
- Cao Ngọc Phương Trinh, thành tích: vào vòng 2